# 東青原站
東青原站（日语：／ Higashi-Aohara eki */?）是位於島根縣鹿足郡津和野町添谷，西日本旅客鐵道（JR西日本）的山口線車站。
雖然站名冠上「東」字，實際是位於青原站西邊。

## 歷史
- 1961年（昭和36年）4月1日 - 國鐵山口線青原站至石見橫田站之間新設此站[1]。
  - 當時車站位於島根縣鹿足郡日原町（日语：日原町）添谷。
- 1987年（昭和62年）4月1日 - 伴隨國鐵分割民營化，車站由西日本旅客鐵道（JR西日本）營運[3]。
- 2005年（平成17年）9月25日 - 隨著津和野町（第三次）成立，車站地址變成現時的地址。

## 車站構造
車站是一座地面車站，設有1面1線的單式月台，益田方向的列車會開啟左邊車門。此站是由新山口站管理的無人車站。月台上只有候車室，月台直接連接出入口。

## 利用狀況
以下為近年的乘車人次列表：
| 年度 | 1日平均 乘車人次 |
| ---- | ---------------- |
| 1999 | 25               |
| 2000 | 23               |
| 2001 | 20               |
| 2002 | 23               |
| 2003 | 21               |
| 2004 | 20               |
| 2005 | 19               |
| 2006 | 15               |
| 2007 | 12               |
| 2008 | 8                |
| 2009 | 7                |
| 2010 | 10               |
| 2011 | 8                |
| 2012 | 7                |
| 2013 | 6                |
| 2014 | 8                |
| 2015 | 6                |
| 2016 | 7                |
| 2017 | 9                |
| 2018 | 12               |

## 車站周邊
- 金比羅神社[4]
- 遍照寺[4]
- 國道9號（國道187號（日语：国道187号）重疊區間）沿線[4][7][8]
  - 青原八幡宮 - 擁有島根縣下最大的鐵冬青樹。樹齡250年。[9]
  - 津和野警署（日语：津和野警察署）青原駐在所
  - 津和野町立青原小學（日语：津和野町立青原小学校）
  - 青原郵局
  - 「下青原」巴士站 - 石見交通（日语：石見交通）廣益線、津和野線[10][11]

### 巴士路線
「東青原站前」巴士站
津和野町營巴士　須川、野地、青原線《1日2班，星期日暫停服務》

## 相鄰車站
西日本旅客鐵道（JR西日本）
■山口線
青原－東青原－石見橫田

## 注腳
1. 1 2  歴史でめぐる鉄道全路線 国鉄・JR 7号、12頁
2. ↑  Google Inc.  (地图). Google Inc. 2017-12-09  [2017-12-09].
3. ↑  歴史でめぐる鉄道全路線 国鉄・JR 7号，15頁
4. 1 2 3 4  Google Inc.  (地图). Google Inc. 2017-12-09  [2017-12-09].
5. 1 2  Google Inc.  (地图). Google Inc. 2017-12-09  [2017-12-09].
6. ↑  島根縣統計書
7. ↑  Google Inc.  (地图). Google Inc. 2017-12-09  [2017-12-09].
8. ↑  . Mapion電話帳. Mapion.   [2017-12-09]. （原始内容存档于2021-05-22） （日语）.
9. ↑  . おいでませ山口へ. 山口県観光連盟.   [2017-12-09]. （原始内容存档于2017-12-09） （日语）.
10. ↑   (PDF). 石見交通（日语：石見交通）. 2017-07-19  [2017-12-09] （日语）.[]
11. ↑   (PDF). 石見交通（日语：石見交通）. 2013-04-01  [2017-12-09] （日语）.[]
12. ↑  . 津和野町.   [2017-12-09]. （原始内容存档于2017-12-08） （日语）. 『町営バス（日原地域）』ページ内に掲載されている路線図画像
13. ↑   (PDF). 津和野町. 2017-04-01  [2017-12-09]. （原始内容 (PDF)存档于2017-12-08） （日语）.

## 外部連結
- 東青原｜車站資訊：JR出門網 - 西日本旅客鐵道（日語）